# The Con is On
The Con is On es el primer episodio de la primera temporada de la serie Hustle. Está episodio fue dirigido por Bharat Nalluri y escrito por Tony Jordan y se emitió por primera vez el 24 de febrero de 2004.

## Resumen
El episodio comienza con la liberación del estafador Michael Stone de prisión después de pasar un tiempo ahí por golpear al novio de su esposa. 
A su salida Mickey les hace creer a su equipo conformado por los estafadores Ash Morgan, Stacie Monroe y Albert Stroller que quiere realizar una última estafa antes de retirarse, su objetivo, Peter Williams, un codicioso hombre de negocios. El grupo tiene unas reglas que deben seguir, pero para ellos la primera y más importante es que No pueden estafar a un hombre honesto, de modo que sólo estafarán a personas que menosprecien, se burlen, manipulen o traten mal a otros, todo esto por medio de su codicia. 
Mientras tanto el joven Danny Blue, habiendo fracasado en un intento anterior de convencer a Mickey de que era un estafador talentoso, aparece en un momento clave de la estafa ayudando al equipo a que Williams invierta un dinero que, por su puesto, nunca recuperaría. 
De esta manera, el novato se gana su entrada al grupo. Sin embargo, es chantajeado por oficiales de policía y en una confrontación con Mickey, este último recibe un disparo en la cabeza de uno de los oficiales que había estado extorsionando a Danny. En ese momento, Blue debe tomar una decisión: testificar en contra de los otros miembros de la banda (Ash, Stacie & Albert) o ir a prisión con ellos. 
Después de negarse a declarar en contra del grupo, se revela que todo fue simplemente un test para probar su fidelidad: Mickey no está muerto y el hombre que lidereaba la investigación de la policía es otro estafador y amigo de Mickey. 
Después de cada estafa y al finalizar el día el grupo se reúne en el bar de Eddie, amigo del equipo y que sabe acerca de sus estafas.

## Personajes
| Actor            | Personaje               | Trabajo    |
| ---------------- | ----------------------- | ---------- |
| Adrian Lester    | Michael "Mickey" Stone  | Estafador  |
| Robert Vaughn    | Albert "Albie" Stroller | Estafador  |
| Robert Glenister | Ashley "3 Socks" Morgan | Estafador  |
| Jamie Murray     | Stacie Monroe           | Estafadora |
| Marc Warren      | Danny Blue              | Estafador  |
| Rob Jarvis       | Eddie                   | Cantinero  |

- Personajes Invitados

| Actor           | Personaje           | Trabajo                  |
| --------------- | ------------------- | ------------------------ |
| James Laurenson | Peter Williams      | Hombre de Negocios       |
| Liz May Brice   | Terri Hodges        | -                        |
| Tom Mannion     | Neil Cooper/DePalma | -                        |
| Michael Mawby   | Real DePalma        | -                        |
| Ken Bones       | Mullens             | -                        |
| Bryan Kennedy   | Maitre D            | -                        |
| Lucy O'Connell  | -                   | Recepcionista de Oficina |